# اگاتاگبو
اگاتاگبو (به لاتین: Agatogbo) یک منطقهٔ مسکونی در بنین است که در استان مونو واقع شده‌است.

## خصوصیات
اگاتاگبو ۹٬۷۵۸ نفر جمعیت دارد.